# Le Meix

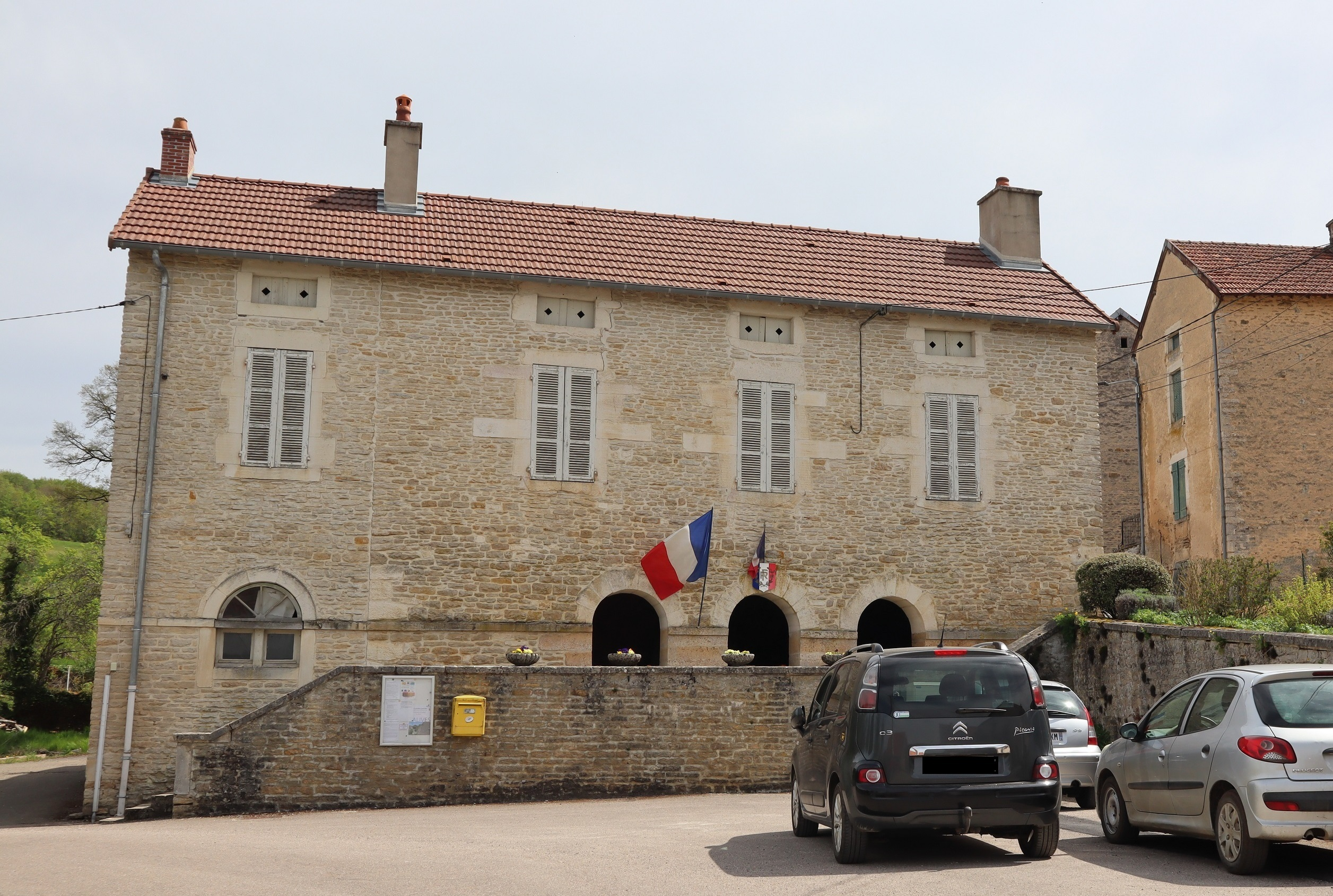
Rathaus der französischen Gemeinde Le Meix

Le Meix ist eine französische Gemeinde mit 43 Einwohnern (Stand: 1. Januar 2022) im Département Côte-d’Or in der Region Bourgogne-Franche-Comté. Sie gehört zum Arrondissement Dijon und zum Kanton Is-sur-Tille.

## Geographie
Le Meix liegt etwa 31 Kilometer nordnordwestlich von Dijon. Der Fluss Tille begrenzt die Gemeinde im Nordosten. Die Gemeinde wird umgeben von Salives im Norden, Süden und Westen, Barjon im Norden und Nordosten sowie Poiseul-lès-Saulx im Osten und Südosten.

## Bevölkerungsentwicklung
| Jahr                       | 1962 | 1968 | 1975 | 1982 | 1990 | 1999 | 2006 | 2013 | 2019 |
| Einwohner                  | 90   | 87   | 60   | 42   | 44   | 51   | 46   | 50   | 48   |
| Quellen: Cassini und INSEE |      |      |      |      |      |      |      |      |      |